# Est 2401 bis 2432
Die Est 2401 bis 2432, auch Est-Baureihe 8v, waren Dampflokomotiven mit Schlepptender der französischen Chemins de fer de l’Est für den Schnellzugdienst, die mit einem Vierzylinder-Verbundtriebwerk nach de Glehn ausgeführt waren. Sie wurden bei den SNCF als Baureihe 1-220.A eingereiht.

## Geschichte
Die ersten, 1897 in Dienst gestellten Verbundlokomotiven der Baureihe 11 mit der Achsfolge 2’C und den Nummern 3401 bis 3500 waren für den Schnellzugdienst zu langsam. Nach Versuchen mit der 2’B-Lokomotive Nr. 1760 der Compagnie des chemins de fer du Midi, die von November 1896 bis Februar 1897 dauerten, beschafften die Chemins de fer de l’Est 32 Lokomotiven ähnlicher Bauart. Die ersten 22 stammten aus der eigenen Werkstatt in Épernay, weitere 10 wurden 1900 von der Elsässische Maschinenbau-Gesellschaft Grafenstaden (SACM) geliefert. Die Lokomotive 2411 wurde an der Weltausstellung Paris 1900 gezeigt. 
| Betriebsnr. | Hersteller               | Fabriknr. | Anzahl | Ablieferung |
| ----------- | ------------------------ | --------- | ------ | ----------- |
| 2401–2422   | Zentralwerkstatt Épernay | 356–377   | 22     | 1899–1900   |
| 2423–2432   | SACM                     |           | 10     | 1893–1894   |

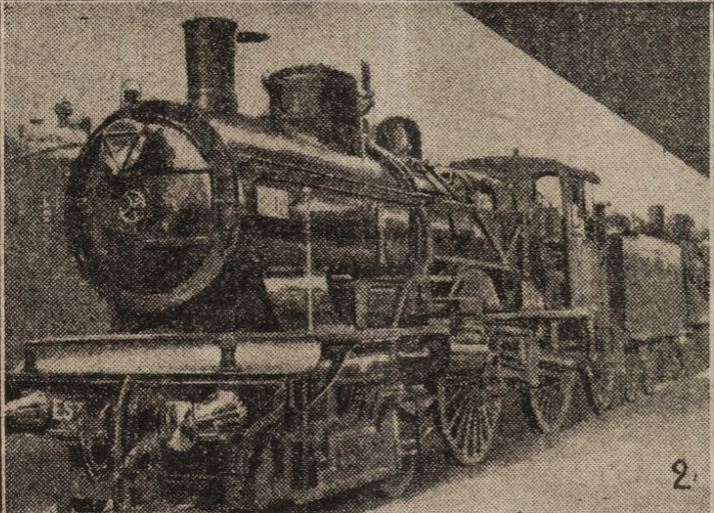
Illustration von 1925

Die Lokomotiven waren im Depot von Chaumont beheimatet, einige der zweiten Serie auch in Paris la Vilette. Sie bespannten die Schnellzüge auf den Hauptstrecken und erreichten von Anfang an Fahrzeitverkürzungen. Mit der Ablieferung der 2’C-Lokomotiven mit den Nummern 3103 bis 3280 wurden die 2400er zunehmend in leichtere Dienste versetzt. Dabei erhielten sie kleinere Tender, die großen wurden an den 2’C-Lokomotiven mit den Nummern 3501 bis 3890 weiterverwendet.
1938 waren nur noch 20 Maschinen vorhanden, die bei der SNCF in 1-220.A 401 bis 432 umnummeriert wurden. Nach dem Zweiten Weltkrieg waren noch acht Lokomotiven in teilweise schlechtem Zustand vorhanden. Die letzten beiden ausrangierten Lokomotiven waren die 406 und die 412, die beide dem Depot Nancy zugeteilt waren und 1947 ausgemustert wurden, wobei sie in den letzten Jahren nur noch als Heißwasserspender dienten.

## Technik

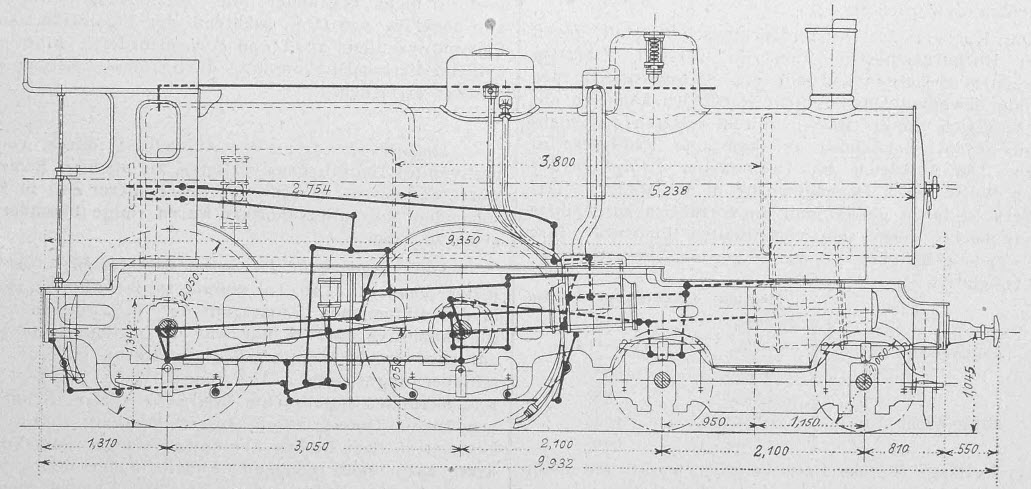
Zeichnung aus der Schweizerischen Bauzeitung

Die Compagnie des chemins de fer du Nord beschaffte als erste französische Bahngesellschaft 2’B-Lokomotiven für den Schnellzugdienst, später wurde diese Bauart von fast allen Bahnen des Landes übernommen.  Diese auch American bezeichnete Bauart war um die Jahrhundertwende in Frankreich so verbreitet, dass auf der Pariser Weltausstellung 1900 gleich sechs Maschinen mit dieser Achsfolge gezeigt wurden.
Die 2400er waren die zahlenmäßig kleinste Serie von 2’B-Lokomotiven der französischen Bahnen. Sie waren jedoch die jüngsten und leistungsstärksten Maschinen ihrer Art in Frankreich und für die Beförderung von 250 t schweren Schnellzügen mit 90 km/h auf der Strecke Paris–Belfort mit einer durchgehenden Steigung von 6 ‰ ausgelegt. Die Ingenieure der Chemins de fer de l’Est versuchten, die größtmögliche Kesselleistung in den vorgegebenen Grenzen der Radsatzfahrmaßen unterzubringen. Die Achslast der Treibachsen war auf 17 t, die Last auf dem Laufdrehgestells mit Außenrahmen auf 24 t begrenzt.
Die Kesselmitte befand sich in einer Höhe von 2,58 m über Schienenoberkante, der mittlere Durchmesser betrug 1463 mm. Im Kessel befand sich ein Rohrbündel aus 140 Siederohren mit einer Länge von 3,8 m und einem Durchmesser von 70 mm untergebracht. Die Siederohre waren als Serve-Rohre ausgeführt, die durch Stege auf der Innenseite einen besseren Wärmeübergang ermöglichten, aber nur eingesetzt werden konnten, wenn bei der Verbrennung nicht zu viel Ruß entstand, der die Siederohre zusetzte. Der Stehkessel war als Belpaire-Stehkessel ausgeführt. Auf dem Kessel befand sich vorne der Dampfdom mit dem Regler, dahinter der kleinere Sanddom mit Sandung für die erste Treibachse.
Eine Besonderheit des eingesetzten Verbundtriebwerks der Bauart de Glehn war der unterschiedliche Kolbenhub der Hoch- und Niederdruckzylinder. Beide Triebwerke verfügten über Flachschieber mit Walschaert-Steuerung. wobei die Füllung der Triebwerke auch unabhängig voneinander eingestellt werden konnten, die beiden Räder der Steuerungen waren im Führerstand übereinander angeordnet. Die Anfahrvorrichtung der Verbundlokomotive war eine Eigenentwicklung der der Chemins de fer de l’Est. Sie ermöglichte es, beim Anfahren Frischdampf in beide Zylinder zuzuführen und den Auspuff der Hochdruckzylinder wahlweise in das Blasrohr oder in die Niederdruckzylinder umzuleiten. Beim Anfahren wurde Dampf aus dem Kessel direkt in den Überströmkasten zwischen Hoch- und Niederdruckzylinder geleitet. Der Kasten war mit einem auf 6 bar eingestellten Sicherheitsventil versehen. Ein weiteres Druckbegrenzungsventil sorgte dafür, dass bei geschlossenem Regler im Leerlauf der Maschine kein zu großer Unterdruck im Überströmkasten entstand.
Die dreiachsigen Schlepptender, die ursprünglich mit den Maschinen gekuppelten waren, fassten 20 m³ Wasser und 6 t Kohle. Ihr Achsstand war asymmetrisch, so dass die mittlere Achse näher an der hinteren Achse lag. Dadurch war gewährleistet, dass auch bei abnehmenden Vorräten die vordere Achse die größte Achslast trug.